# Mladoňovice, Třebíč
Mladoňovice là một làng thuộc huyện Třebíč, vùng Vysočina, Cộng hòa Séc.